# Ван Дейк, Сержио
Сержиньо (Сержио) ван Дейк (нидерл. Serginho (Sergio) van Dijk; род. 6 августа 1982, Ассен, Дренте) — индонезийский футболист, нападающий. Играл за ряд голландских клубов, таких как «Гронинген», «Хелмонд Спорт» и «Эммен». Бывший игрок сборной Индонезии.

## Биография
Сержио был назван в честь бразильской звезды Сержиньо Шулапы, футболиста, который играл за сборную Бразилии на чемпионате мира 1982 года. В то время его мать была большим поклонником Бразилии. Ван Дейк имеет голландско-индонезийское происхождение.

## Ранняя карьера

### Нидерланды
Ван Дейк начал свою карьеру в местном клубе ЛТС из Ассена, прежде чем попал в молодёжную академию клуба «Гронинген». В сезоне 2000/01 он сыграл два матча (один гол) за «Гронинген» в Эрстедивизи, помогая ему получить повышение в классе, и играл в одной команде с известным полузащитником сборной Голландии Арьеном Роббеном. В Эредивизи он не играл за «Гронинген», а в 2002 году вернулся в Эрстедивизи вновь, в клуб «Хелмонд Спорт». В 2005 году он перешёл в «Эммен», где за первые два сезона забил 18 и 12 голов соответственно. В сезоне 2007/08 он играл за клуб «Эммен» вместе со своим братом Дэнни.